# Dimitrios Avramis
Dimitrios Avramis –en griego, Δημήτριος Αβράμης– (Tríkala, 1 de enero de 1975) es un deportista griego que compitió en lucha grecorromana. Ganó una medalla de bronce en el Campeonato Mundial de Lucha de 1999 y dos medallas en el Campeonato Europeo de Lucha, plata en 2004 y bronce en 1999.

## Palmarés internacional
| Campeonato Mundial | Campeonato Mundial | Campeonato Mundial | Campeonato Mundial |
| Año                | Lugar              | Medalla            | Categoría          |
| ------------------ | ------------------ | ------------------ | ------------------ |
| 1999               | El Pireo (Grecia)  | Medalla de bronce  | 76 kg              |
| Campeonato Europeo |                    |                    |                    |
| Año                | Lugar              | Medalla            | Categoría          |
| 1999               | Sofía (Bulgaria)   | Medalla de bronce  | 76 kg              |
| 2004               | Haparanda (Suecia) | Medalla de plata   | 84 kg              |